# Ministro de Defensa de Georgia
El ministro de Defensa (en georgiano: საქართველოს თავდაცვის მინისტრი) es el máximo responsable del Ministerio de Defensa de Georgia y, como tal, está a cargo de las Fuerzas de Defensa de Georgia y que regula las actividades en defensa del país contra amenazas externas, preservando la integridad territorial y librando guerras en nombre de Georgia. El actual ministro es Irakli Chikovani, nombrado el 8 de febrero de 2024.